# Aux sources du Nil
Pour plus de détails, voir Fiche technique et Distribution.
Aux sources du Nil (Mountains of the Moon) est un long-métrage britannico-américain réalisé par Bob Rafelson en 1990.

## Synopsis
En 1854, deux hommes se rencontrent à Aden : Richard Francis Burton, aventurier, poète, ethnologue et traducteur de textes érotiques et John Hanning Speke, animé d'une ambition effrénée. À Londres, ils décident de retourner en Afrique afin de résoudre un mystère qui, depuis longtemps, intrigue les Anglais : l'emplacement exact des sources du Nil.

## Fiche technique
- Titre original : Mountains of the Moon
- Réalisation : Bob Rafelson
- Production : Daniel Melnick (en), Mario Kassar et Andrew Vajna pour Carolco Pictures
- Scénario : William Harrison et Bob Rafelson
- Directeur de la photographie : Roger Deakins
- Décors : Norman Reynolds
- Musique : Michael Small
- Montage : Thom Noble
- Pays d'origine :  États-Unis /  Royaume-Uni
- Langue : Anglais
- Genre : aventure
- Durée : 136 minutes
- Dates de sortie :
  - États-Unis : 23 février 1990
  - France : 11 avril 1990

## Distribution
- Patrick Bergin (VF : Marc Alfos)  : Richard Burton
- Iain Glen (VF : Edgar Givry)  : John Hanning Speke
- Fiona Shaw (VF : Tania Torrens)  : Isabel Arundell-Burton
- Richard E. Grant (VF : Michel Dodane)  : Laurence Oliphant
- Roshan Seth (VF : Mostefa Stiti)  : Ben Amir
- John Savident (en) (VF : Henri Poirier)  : Lord Murchison
- James Villiers (VF : William Sabatier)  : Lord Oliphant
- Bernard Hill (VF : François Chaumette)  : Dr Livingstone
- Delroy Lindo : Mabruki
- Peter Vaughan : Lord Houghton
- Adrian Rawlins (VF : Renaud Marx)  : Edward
- Christopher Fulford (VF : Eric Herson-Macarel)  : Herne
- Richard Caldicot : Lord Russell
- Anna Massey : Mme Arundell
- Frances Cuka (VF : Monique Mélinand)  : Lady Houghton
- Peter Eyre (VF : Bernard Alane)  : Norton Shaw
- Roger Rees (VF : Jean-Luc Kayser)  : Edgar Papworth
- Omar Sharif(VF : Lui-même)   : Chef Arabe au Caire (Non-Credité)